# Hailuoto
Hailuoto [ˈhɑi̯luɔtɔ], schwedisch Karlö, ist eine Insel im Bottnischen Meerbusen westlich der Stadt Oulu. Sie hat einen Durchmesser von etwa 35 km und wird von 960 Menschen bewohnt (Stand 31. Dezember 2022). Hailuoto bildet eine eigene Gemeinde der finnischen Landschaft Nordösterbotten.
Die Insel ist etwa zu einem Drittel Vogelschutzgebiet. Sie ist vom Festland mit einer zum allgemeinen Straßennetz gehörenden und deshalb kostenfreien Fähre vom Hafen Riutunkari in Oulunsalo zu erreichen. In manchen Jahren ist die See im Winter zugefroren und kann etwa von Dezember bis März über eine amtlich geprüfte Eisstraße erreicht werden. Hailuoto ist die einzige ganzjährig bewohnte finnische Insel nördlich von Åland, die keine feste Verbindung mit dem Festland hat.
Die natürliche Vegetation der Insel besteht hauptsächlich aus Kiefern und Birken und ist durch den sehr geringen Niederschlag (etwa 300 mm im Jahr) begrenzt. Die lichten Nadelwälder von Hailuoto bieten einen guten Boden für Naturbeeren. Der reine und wegen Trockenheit an Pflanzen arme Sandboden ermöglicht zudem das Wachstum der Flechte.

## Geschichte
Hailuoto begann sich von einigen Sandbänken vor ca. 2000 Jahren als Folge der postglazialen Landhebung zu bilden. Besiedelt wurde die noch kleine Insel am Anfang des zweiten Jahrtausends von Fischern, die ihren neuen Wohnort Haililuoto (dt. „Strömlingschäre“) nach der üblichsten Fangfischart nannten.
Trotz ihrer vom Festland getrennten Lage lockte Hailuoto neue Bewohner mit Fischerei- und Jagdmöglichkeiten und dem in der Vegetationsperiode milden, fast frostfreien Klima an. Viele Neuansiedler kamen aus den östlichen finnischsprachigen Gebieten auf derselben Breite, sogar aus Weißkarelien, in denen die Landwirtschaft oft durch Frost beschwert wurde.
Auf der Insel befand sich einer von insgesamt 265 Vermessungspunkten Hyypän-mäki (65° 3′ 50″ N, 24° 48′ 2″ O) des Struve-Bogens, welcher 2005 in die Liste des UNESCO-Weltkulturerbes aufgenommen wurde und der Vermessung der Erdabplattung diente. Der Messpunkt auf Hailuoto ist nicht Teil des Weltkulturerbes.
Bis vor ca. 200 Jahren war Hailuoto in drei Inseln, die Hauptinsel Luoto (dt. „kleine Insel“ oder „Schäre“), das an Vögeln reiche, durch Kirkkosalmi (dt. „Kirchensund“) getrennte Hanhinen (dt. „Gänseland“) im Südosten und die Sandbank Santonen im Osten geteilt. Die Landhebung hat die Teile so verbunden, dass sogar Santonen, mittlerweile eine Landzunge, seit ca. 60 Jahren auch bei Hochwasser befahrbar bleibt. Der Reisehafen befindet sich heute in der Ostspitze Huikku von Santonen.
Auf der Insel befand sich bis 1968 die älteste stetig gebrauchte Holzkirche Finnlands. Dieses im Jahre 1620 an der Stelle einer mittelalterlichen Kapelle und unter Verwendung ihrer Teile gebaute Gotteshaus mit Malereien von Christian Willbrandt (1659) samt dem freistehenden barocken Glockenturm (1760) brannte mit dem vom Brand des Pfarrhauses im Jahr 1901 übriggebliebenen Rest des Kirchenarchivs vermutlich durch Brandstiftung nieder. Die neue moderne Kirche (Architekten: Matti und Irma Aaltonen) neben der Ruine stammt von 1972 und wurde im Jahr 2001 ausgebaut.

## Schiffsverkehr zum Festland
Der regelmäßige Schiffsverkehr zwischen Hailuoto und dem Festland besteht seit 1920. Damals befuhr das Schiff HL Hailuoto die tägliche Verbindung nach Oulu vom damaligen Hafen Ulkokarvo aus, der im Volksmund auch Petsamo heißt. Das mehrmals verunglückte und einmal gesunkene Schiff wurde durch die Fähre L/A Merituuli im Jahr 1968 ersetzt und 1972 aus dem Verkehr genommen. Heute liegt es trocken in Lumijoki und dient als Sommercafé.
Die jetzige L/A Merisilta ist die dritte Fähre und Nachfolger der L/A Merilintu. Seit 1996 fährt zusätzlich die Fähre L/A Meriluoto in der Hochsaison. Die Fähren besitzen wegen der kurzen Strecke keine Kabinen und kein Restaurant. Der Aufenthalt an Deck ist während der Fahrt möglich. Auf den beiden Fähren steht den Reisenden das frei zugängliche WLAN panOulu zur Verfügung.
Die Entfernung zwischen den Häfen Riutunkari (Oulunsalo) und Huikku (Hailuoto) beträgt etwa 8 km, die Fahrt dauert etwa 25 min. Die Fähren sind kostenlos für alle Reisenden. Die ganzjährigen Bewohner der Insel haben Vorrang bei der Nutzung der Fähren.

## Eisstraße
Eine auch in Finnland seltene Besonderheit bildet die Eisstraße, die im Winter auf der zugefrorenen See zwischen den Reisehäfen von Oulunsalo und Hailuoto geräumt wird. Wenn die Eisdecke eine gewisse Dicke und Tragfähigkeit erreicht hat, wird die Eisstraße für den öffentlichen Straßenverkehr geöffnet. Weitere Voraussetzungen für die Eröffnung sind die genügende Ebenheit sowie Riss- und Wasserfreiheit der Eisoberfläche. Während der Benutzungszeit der Eisstraße verkehrt die Fähre begrenzt.
Die Eisstraße gehört – genauso wie die Fähren – zum allgemeinen Straßennetz Finnlands. Deshalb gelten auf ihr das allgemeine Straßenverkehrsgesetz und die Verkehrsversicherungen. Die Geschwindigkeit ist auf 50 km/h begrenzt. Auch werden Entfernungen zwischen den Fahrzeugen und das jeweilige zulässige Höchstgewicht der Fahrzeuge mit Verkehrsschildern geregelt.

## Wirtschaft
Die Bewohner von Hailuoto arbeiten hauptsächlich in Dienstleistungsbereich und Industrie, von denen das erstgenannte seine Hochsaison durch ca. 550 Ferienhäuser und zahlreiche kürzere Besuche auf der Insel im Sommer hat. Eine letzte große Investition in den Tourismus in Hailuoto war der Umbau der Lotsenstation im Westhafen Marjaniemi zu einem Touristenzentrum mit seinem historischen Leuchtturm Marjaniemi nach dem Entwurf vom Architekten Hampus Dalström von 1871.
Die herkömmlichen Erwerbsformen Landwirtschaft und Fischerei werden noch von ca. 25 % der Bevölkerung betrieben. Die einst sehr wichtige Schafzucht mit ihren großen Märkten ist aber fast völlig verschwunden. Hailuoto ist berühmt für seine reine und hochwertige Flechte, die z. B. für Schießpulver und Zierkränze gesammelt wird.
Ca. 25 % der Arbeitnehmer sind auf dem Festland angestellt, wo sie oft auch eine Zweitwohnung haben. Die Arbeitslosenquote auf der Insel beträgt ca. 12 %.

## Dörfer auf Hailuoto
Järventakusta, Kirkonkylä, Koivukylä, Marjaniemi, Ojakylä, Pöllä, Ulkokarvo, Vaski.

## Weitere Inseln und Schären der Gemeinde Hailuoto
Hoikanriisi, Isomatala, Kengänkari, Mustakivi, Santosenkari (Santos-Hoikka), Pikku-Hoikka, Ulkoriisi, Ulkolaidanmatala, Väliteonkarit.

## Binnenseen auf der Insel Hailuoto
Haaralampi, Hannuksenlampi, Hannuksenrantalampi, Iso Sunijärvi, Kaakkurijärvi, Kangasjärvi, Kaunislampi, Kestinperä, Kurajärvi, Maasyvänlahti, Mäntylampi, Nuottajärvi, Pajuperänlampi, Pikku Sunijärvi, Pitkäjärvi, Riestenkulju, Simpukkalampi, Syväkulju, Valkjärvi, Ämmänarkku.

## Töchter und Söhne der Insel
- Gustaf Skinnari (1835 – 1916), finnischer luth. Kirchenlieddichter
- Anni Rapinoja (* 1949), finnische Künstlerin

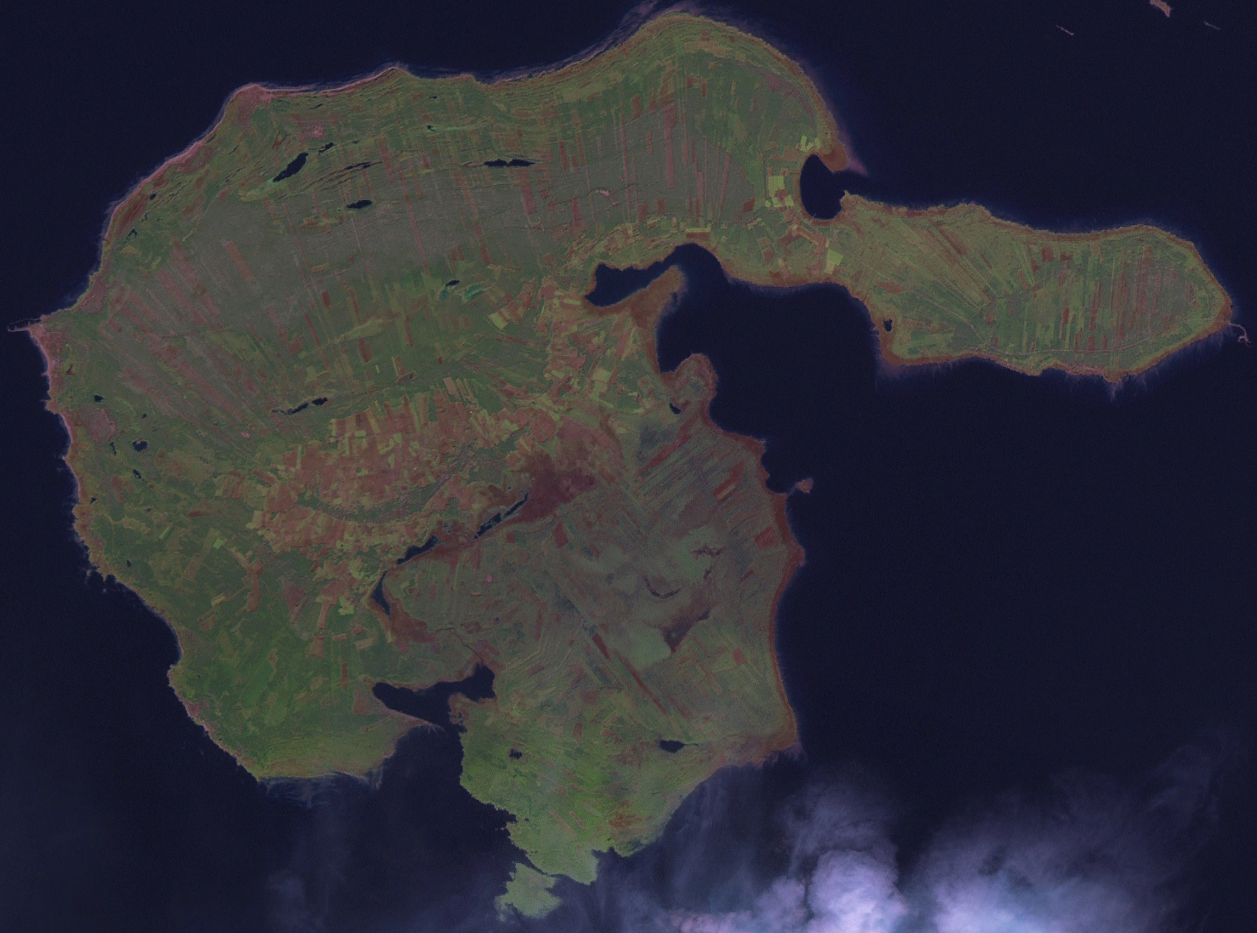
Hailuoto im Satellitenbild
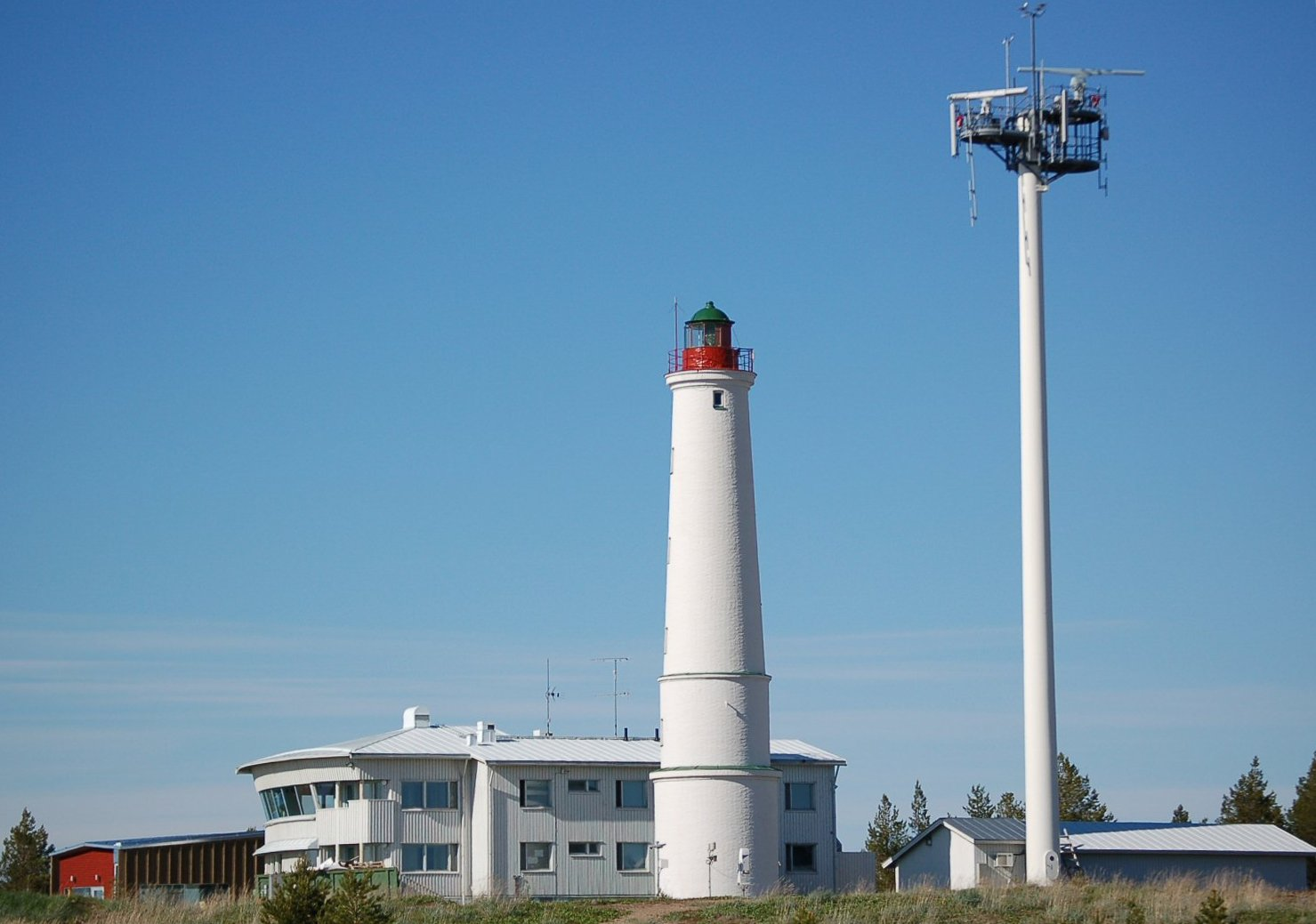
Leuchtturm Marjaniemi in Hailuoto (1871)
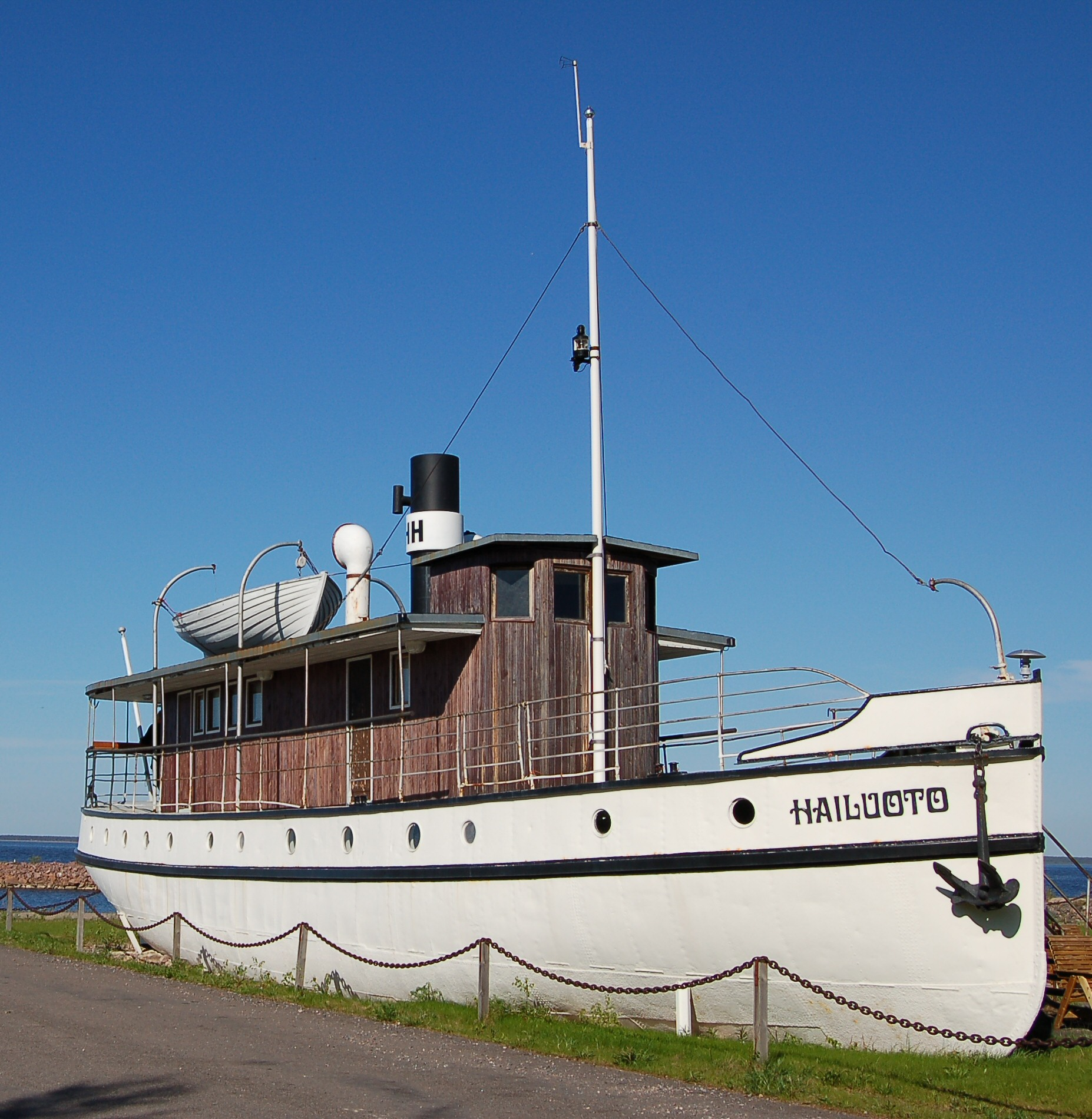
Schiff HL Hailuoto
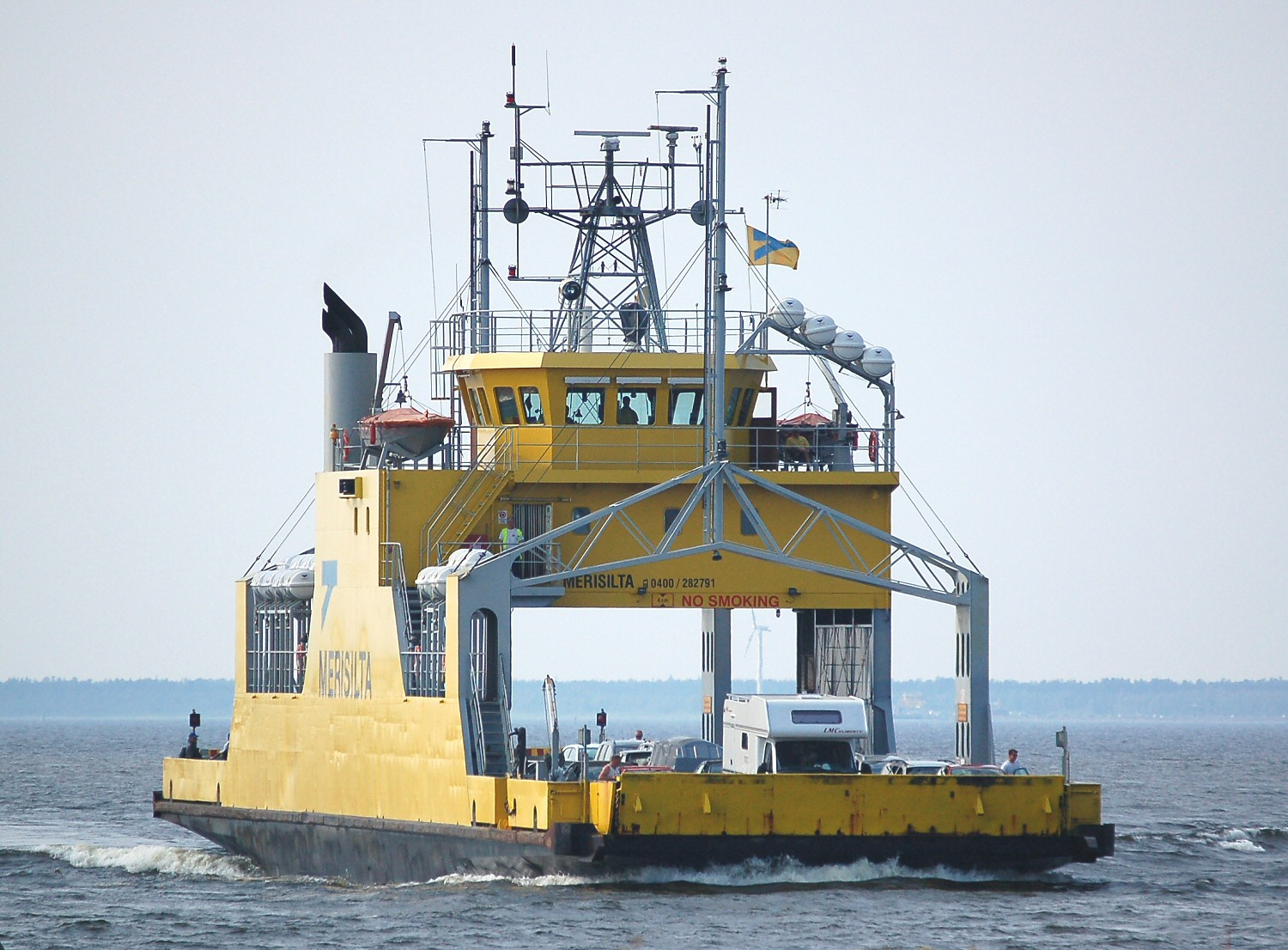
Fähre Merisilta
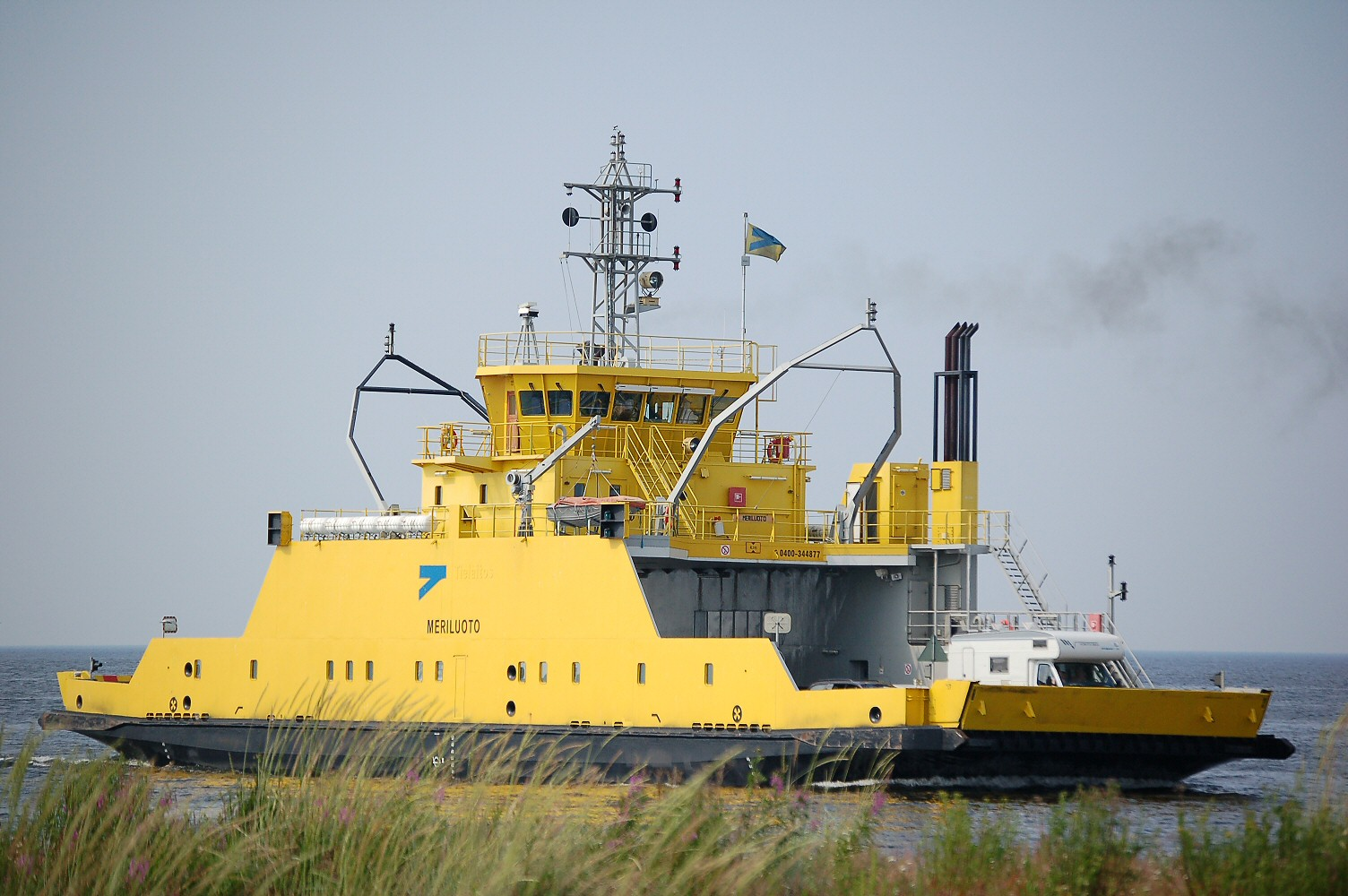
Fähre Meriluoto
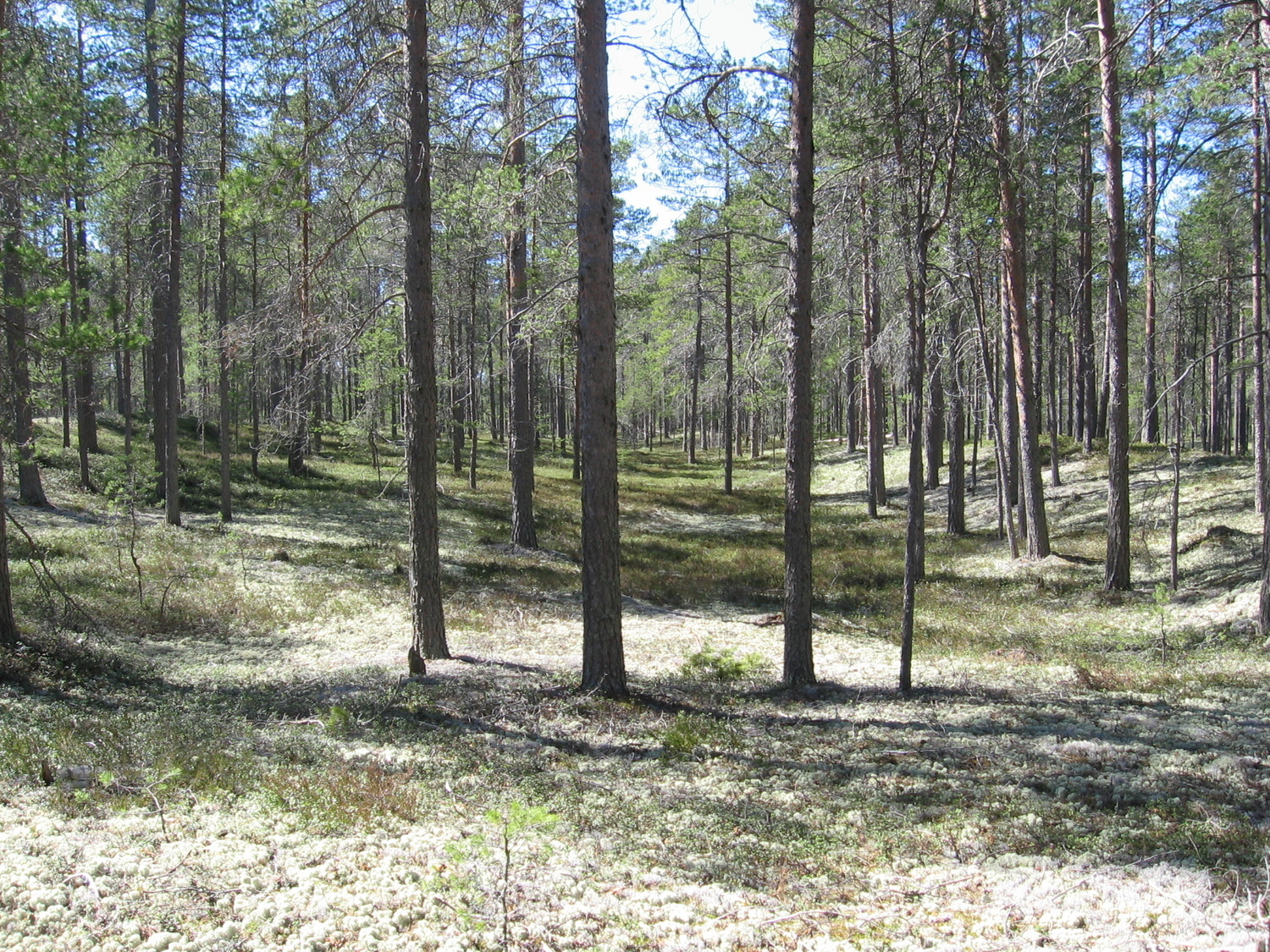
Nadelwald mit Flechten in Hailuoto
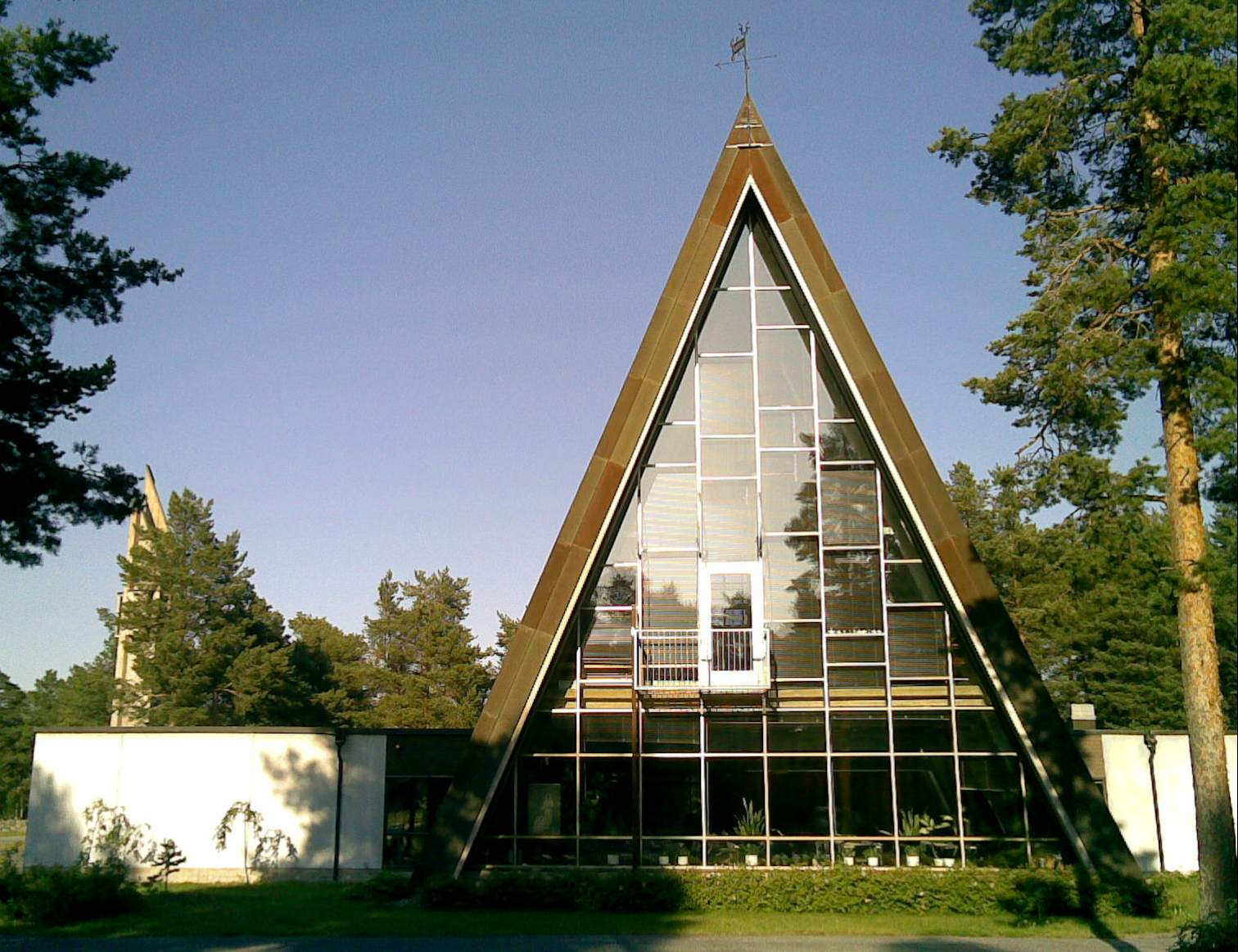
Neue Kirche von Hailuoto (1972) nach dem Ausbau
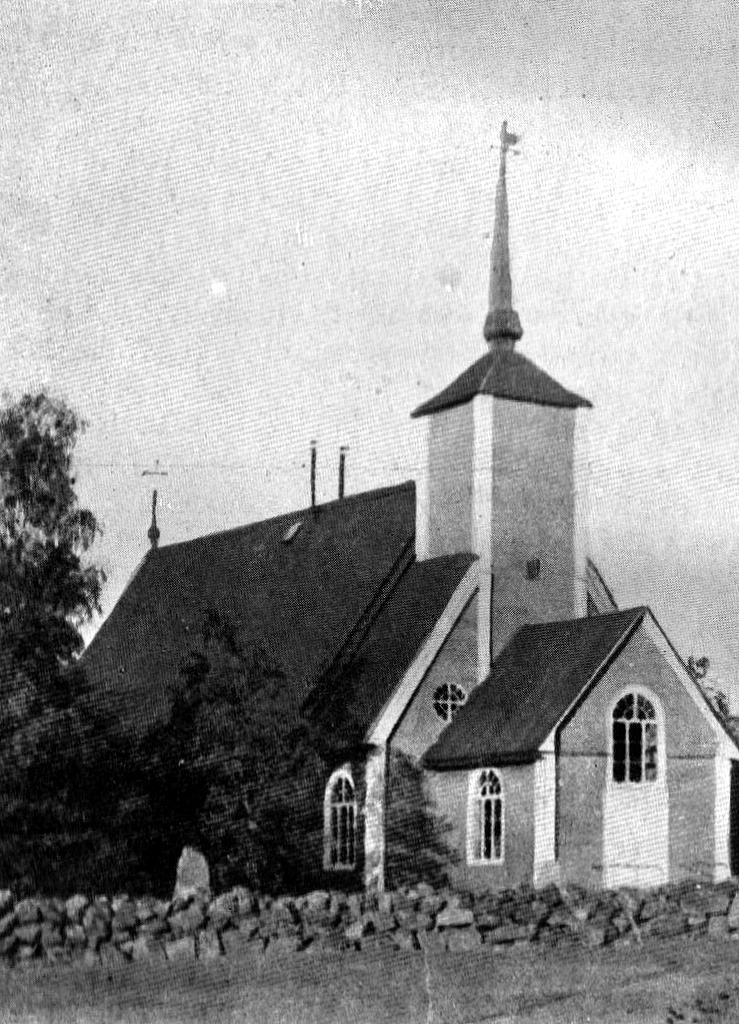
Alte Holzkirche von Hailuoto (1620), 1968 abgebrannt
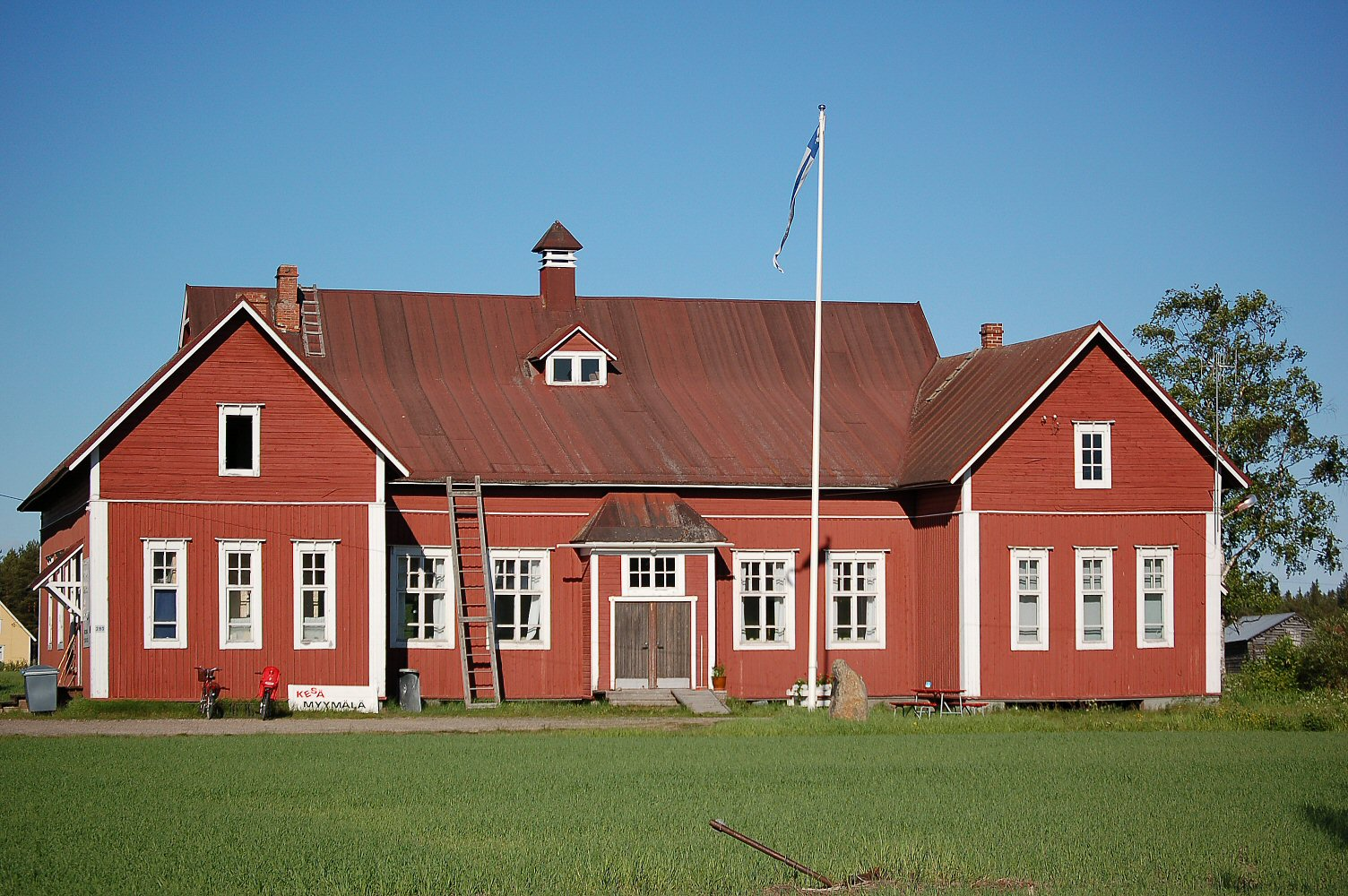
Gebäude des Jugendvereins in Hailuoto (1923)